# Georgia la Jocurile Europene din 2015
Georgia a participat la Jocurile Europene din 2015 la Baku în Azerbaijan în perioada 12-28 iunie cu o delegație de 104 de sportivi care concurează la 13 de sporturi.

## Medaliați
Sportivi georgieni medaliați:
| Medalie | Nume | Sport        | Probă              | Dată     |
| ------- | --- | ------------ | ------------------ | -------- |
| 1       | Avtandil Cirikișvili | Judo         | 81 kg masculin     | 26 iunie |
| 1       | Adam Okruașvili | Judo         | 100 kg masculin    | 27 iunie |
| 2       | Elizbar Odikadze | Lupte        | Libere 97 kg       | 17 iunie |
| 2       | Hatuna Narimanidze Lașa Pkhakadze | Tir cu arcul | Echipe mixt        | 17 iunie |
| 2       | Beka Lomtadze | Lupte        | Libere 61 kg       | 18 iunie |
| 2       | Nugzar Tatalașvili | Judo         | Masculin 73kg      | 26 iunie |
| 2       | Varlam Liparteliani | Judo         | Masculin 90kg      | 27 iunie |
| 2       | Beka Gviniașvili Varlam Liparteliani Ușangi Margiani Levani Matiașvili Adam Okruașvili Amiran Papinașvili Lașa Șavdatuașvili Nugzar Tatalașvili Avtandil Cirikișvili | Judo         | Masculin pe echipe | 28 iunie |
| 3       | Jumber Kvelașvili | Lupte        | Libere 74 kg       | 17 iunie |
| 3       | Sandro Aminașvili | Lupte        | Libere 86 kg       | 18 iunie |
| 3       | Geno Petriașvili | Lupte        | Libere 125 kg      | 18 iunie |
| 3       | Salome Pajava | Gimnastică   | Panglică           | 21 iunie |
| 3       | Kakha Mamulașvili | Sambo        | Masculin 74 kg     | 22 iunie |
| 3       | Vakhtangi Chidrașvili | Sambo        | Masculin 57 kg     | 22 iunie |
| 3       | Davit Karbelașvili | Sambo        | Masculin 90 kg     | 22 iunie |
| 3       | Amiran Papinașvili | Judo         | Masculin 60 kg     | 25 iunie |